# Vladislav Ignat'ev
Vladislav Vjačeslavovič Ignat'ev (in russo Владислав Вячеславович Игнатьев?; Naberežnye Čelny, 20 gennaio 1987) è un ex calciatore russo, di ruolo difensore o centrocampista.

## Caratteristiche tecniche
È un esterno destro.

## Carriera

### Nazionale

#### Nazionale maggiore
Ha esordito con la Nazionale di calcio della Russia il 14 novembre 2015 in un'amichevole vinta 1-0 contro il Portogallo.

## Statistiche

### Presenze e reti nei club
Statistiche aggiornate al 15 febbraio 2017.
| Stagione           | Squadra                | Campionato         | Campionato | Campionato | Coppe nazionali | Coppe nazionali | Coppe nazionali | Coppe continentali | Coppe continentali | Coppe continentali | Altre coppe | Altre coppe | Altre coppe | Totale | Totale | Totale |
| Stagione           | Squadra                | Comp               | Pres       | Reti       | Comp            | Pres            | Reti            | Comp               | Pres               | Reti               | Comp        | Pres        | Reti        | Pres   | Reti   |        |
| ------------------ | ---------------------- | ------------------ | ---------- | ---------- | --------------- | --------------- | --------------- | ------------------ | ------------------ | ------------------ | ----------- | ----------- | ----------- | ------ | ------ | ------ |
| 2004               | Neftechimik            | 1D                 | 4          | 0          | CR              | 0               | 0               |                    | -                  | -                  |             | -           | -           | 4      | 0      |        |
| 2005               | Neftechimik            | 2D                 | 35         | 6          | CR              | 1               | 0               |                    | -                  | -                  |             | -           | -           | 36     | 6      |        |
| Totale Neftechimik | Totale Neftechimik     | Totale Neftechimik | 39         | 6          |                 | 1               | 0               |                    | -                  | -                  |             | -           | -           | 40     | 6      |        |
| 2006               | KAMAZ                  | 1D                 | 15         | 3          | CR              | 0               | 0               |                    | -                  | -                  |             | -           | -           | 15     | 3      |        |
| 2007               | KAMAZ                  | 1D                 | 30         | 1          | CR              | 2               | 0               |                    | -                  | -                  |             | -           | -           | 32     | 1      |        |
| 2008               | KAMAZ                  | 1D                 | 33         | 5          | CR              | 2               | 1               |                    | -                  | -                  |             | -           | -           | 35     | 6      |        |
| Totale KAMAZ       | Totale KAMAZ           | Totale KAMAZ       | 78         | 9          |                 | 4               | 1               |                    | -                  | -                  |             | -           | -           | 82     | 10     |        |
| 2009               | Kryl'ja Sovetov Samara | PL                 | 25         | 1          | CR              | 1               | 0               | UEL                | 2                  | 0                  |             | -           | -           | 28     | 1      |        |
| 2010               | Lokomotiv Mosca        | PL                 | 0          | 0          | CR              | 0               | 0               |                    | -                  | -                  |             | -           | -           | 0      | 0      |        |
| 2010               | Kuban'                 | 1D                 | 13         | 1          | CR              | 0               | 0               |                    | -                  | -                  |             | -           | -           | 13     | 1      |        |
| 2011-2012          | Lokomotiv Mosca        | PL                 | 36         | 4          | CR              | 3               | 1               | UEL                | 8                  | 2                  |             | -           | -           | 47     | 7      |        |
| 2012-2013          | Krasnodar              | PL                 | 27         | 1          | CR              | 1               | 0               |                    | -                  | -                  |             | -           | -           | 28     | 1      |        |
| 2013-2014          | Kuban'                 | PL                 | 14         | 2          | CR              | 0               | 0               | UEL                | 4                  | 1                  |             | -           | -           | 18     | 3      |        |
| 2014-2015          | Kuban'                 | PL                 | 27         | 4          | CR              | 5               | 1               |                    | -                  | -                  |             | -           | -           | 32     | 5      |        |
| 2015-gen. 2016     | Kuban'                 | PL                 | 17         | 7          | CR              | 0               | 0               |                    | -                  | -                  |             | -           | -           | 17     | 7      |        |
| Totale Kuban'      | Totale Kuban'          | Totale Kuban'      | 71         | 14         |                 | 5               | 1               |                    | -                  | -                  |             | -           | -           | 76     | 15     |        |
| gen.-giu. 2016     | Lokomotiv Mosca        | PL                 | 7          | 1          | CR              | 0               | 0               |                    | -                  | -                  |             | -           | -           | 7      | 1      |        |
| 2016-2017          | Lokomotiv Mosca        | PL                 | 17         | 2          | CR              | 3               | 0               |                    | -                  | -                  |             | -           | -           | 20     | 2      |        |
| 2017-2018          | Lokomotiv Mosca        | PL                 | 16         | 0          | CR              | 0               | 0               | UEL                | 7                  | 0                  | SR          | 1           | 0           | 24     | 0      |        |
| Totale carriera    | Totale carriera        | Totale carriera    | 316        | 38         |                 | 18              | 3               |                    | 21                 | 3                  |             | 1           | 0           | 356    | 45     |        |

### Cronologia presenze e reti in nazionale
| Cronologia completa delle presenze e delle reti in nazionale ― Russia | Cronologia completa delle presenze e delle reti in nazionale ― Russia | Cronologia completa delle presenze e delle reti in nazionale ― Russia | Cronologia completa delle presenze e delle reti in nazionale ― Russia | Cronologia completa delle presenze e delle reti in nazionale ― Russia | Cronologia completa delle presenze e delle reti in nazionale ― Russia | Cronologia completa delle presenze e delle reti in nazionale ― Russia | Cronologia completa delle presenze e delle reti in nazionale ― Russia |
| Data                                                                  | Città                                                                 | In casa                                                               | Risultato                                                             | Ospiti                                                                | Competizione                                                          | Reti                                                                  | Note                                                                  |
| --------------------------------------------------------------------- | --------------------------------------------------------------------- | --------------------------------------------------------------------- | --------------------------------------------------------------------- | --------------------------------------------------------------------- | --------------------------------------------------------------------- | --------------------------------------------------------------------- | --------------------------------------------------------------------- |
| 14-11-2015                                                            | Krasnodar                                                             | Russia                                                                | 1 – 0                                                                 | Portogallo                                                            | Amichevole                                                            | -                                                                     | 77’                                                                   |
| 16-11-2015                                                            | Rostov sul Don                                                        | Russia                                                                | 1 – 3                                                                 | Croazia                                                               | Amichevole                                                            | -                                                                     | 65’                                                                   |
| 14-11-2017                                                            | San Pietroburgo                                                       | Russia                                                                | 3 – 3                                                                 | Spagna                                                                | Amichevole                                                            | -                                                                     | 87’                                                                   |
| 20-11-2018                                                            | Solna                                                                 | Svezia                                                                | 2 – 0                                                                 | Russia                                                                | UEFA Nations League 2018-2019 - 1º turno                              | -                                                                     |                                                                       |
| 24-3-2019                                                             | Astana                                                                | Kazakistan                                                            | 0 – 4                                                                 | Russia                                                                | Qual. Euro 2020                                                       | -                                                                     | 61’                                                                   |
| Totale                                                                |                                                                       | Presenze                                                              | 5                                                                     |                                                                       | Reti                                                                  | 0                                                                     |                                                                       |

## Palmarès

### Club

#### Competizioni nazionali
- PFN Ligi: 1

Kuban': 2010
- Coppa di Russia: 3

Lokomotiv Mosca: 2016-2017, 2018-2019, 2020-2021
- Campionato russo: 1

Lokomotiv Mosca: 2017-2018